# Neoepinnula orientalis
Neoepinnula orientalis is een straalvinnige vissensoort uit de familie van slangmakrelen (Gempylidae). De wetenschappelijke naam van de soort is voor het eerst geldig gepubliceerd in 1924 door Gilchrist & von Bonde.